# Хемчин
Хемчин (пол. Chemczyn) — гірський потік в Україні, у Сколівському районі Львівської області у Галичині. Лівий доплив Бутивлі, (басейн Дністра).

## Опис
Довжина потоку приблизно 2,79 км, найкоротша відстань між витоком і гирлом — 2,12  км, коефіцієнт звивистості потоку — 1,32 . Потік тече у гірському масиві Сколівські Бескиди (зовнішня смуга Українських Карпат).

## Розташування
Бере початок на південно-західних схилах гори Корчанка (1180 м) (Буківські Верхи). Тече переважно на південний захід і у селі Коростів впадає у річку Бутивлю, ліву притоку Оряви.

## Цікавий факт
- У XIX столітті перед гирлом потоку на річці Бутивля існував 1 водяний млин[1].